# Ер Кокше
«Ер Кокше» (каз. Ер Көкше) или «Ер-Кокче», «Ир-Кокче», «Ер-Гокчу» — казахский исторический эпос (жыр). Главный герой Ер Кокше и его сын Ер Косай (Ер Қосай, Ир-Косай, Ир-Госай, Козай). Произведение воспевает храбрость Кокше батыра, выступавшего против завоевателей. Эпос впервые опубликован В. В. Радловым. Хранится в рукописном фонде Центральной научной библиотеки. Известны варианты сказаний о батыре, записанные А. Хангельдиным и М. Ж. Копеевым. Опубликован вариант эпоса (1990), исполненный знаменитым акыном Мурыном Сенгирбаевым (Сенгирбекулы).